# Domen Jeraša
Domen Jeraša, slovenski pozavnist, skladatelj * 29. oktober 1968, Jesenice, Slovenija.
Leta 1994 je diplomiral iz pozavne pri Borisu Šinigoju na Akademiji za glasbo v Ljubljani.
Od leta 1994 je prvi pozavnist Slovenske filharmonije. 
Prejel je Univerzitetno Prešernovo nagrado za izvedbo Händlovega koncerta v f-molu z orkestrom Slovenske filharmonije pod taktirko dirigenta Milivoja Šurbeka (1994).